# Ernie Pilcher
Ernest Clifford „Ernie“ Pilcher (* 1. August 1896 in Faversham; † 1980) war ein britischer Radrennfahrer.

## Sportliche Laufbahn
Pilcher (auch Eric Pilcher) war im Straßenradsport und im Bahnradsport aktiv. Er war Teilnehmer der Olympischen Sommerspiele 1924 in Paris. Im olympischen Straßenrennen belegte er den 23. Platz. In der Mannschaftswertung kam das britische Team mit Ernie Pilcher, Andy Wilson, Dave Marsh und Samuel Hunter auf den 7. Platz.
Er fuhr ab 1925 auch Rennen im Bahnradsport. Insbesondere im Tandemrennen war er erfolgreich. Bei den Straßenradsport-Weltmeisterschaften 1924 kam er als 10. ins Ziel.